# Прозоровский, Андрей Иванович
Князь Андрей Иванович Прозоровский (1748—1800) — генерал-майор из рода Прозоровских, герой Кагульского сражения 1770 года.

## Биография
Родился 11 (22) мая 1748 года — сын генерал-аншефа И. А. Прозоровского и его жены Марии Михайловны урождённой княжны Голицыной.
По обычаям того времени в военную службу был записан в декабре 1755 года, в лейб-гвардии Семёновский полк. По малолетству находился в домашнем обучении; уже в октябре 1756 года пожалован капралом. В январе 1761 года был пожалован подпрапорщиком, в августе 1762 года — сержантом. В том же году пожалован в штаб генерал-аншефа князя А. М. Голицына — флигель-адъютантом. В 1763 году произведён в премьер-майоры.
Действительная служба началась 21 августа 1766 года, когда он был послан от коллегии иностранных дел курьером в Лондон и Париж.
Затем принимал участие в русско-турецкой войне 1768—1774 годов: находился при командующем 1-й армией А. М. Голицыне; 1 мая 1769 года был определён полковником в Рязанский карабинерный полк; 27 августа 1770 года за отличие в Кагульской битве был удостоен ордена св. Георгия 4-й степени (№ 25 по кавалерским спискам). Фельдмаршал П. А. Румянцев писал в реляции о сражении императрице Екатерине II:
Осталось мне за сим справедливость отдать пред вашим императорским величеством ... полковникам: Энгелгарду, Панину и князю Прозоровскому, которые со своими полками между кареями, атаковав многократно неприятельскую конницу и насквозь пробиваясь чрез густую их толпу, опрокидали оную со вредом.
С апреля 1773 года у с. Гуробала начал командовать бригадой.
С 1773 года занимал должность генеральс-адъютанта своего дяди генерал-фельдмаршала князя А. М. Голицына. 17 марта 1774 года произведён в генерал-майоры и в 1775 году назначен формировать Кинбурнский драгунский полк. В 1777 году по болезни был отпущен в Москву.
В 1779 году вышел в отставку, проживал в своём имении Никольское-Шипилово под Москвой (ныне Мытищинский район Московской области) и скончался 15 (27) августа 1800 года. Был похоронен в Никольской церкви, которую построил в 1792 году, вместо деревянной, в селе Шипилово недалеко от усадьбы.
Его брат Иван был генерал-поручиком, сестра Варвара была выдана замуж, в 1774 году, за А. В. Суворова.